# Реформа (муниципалитет)
Реформа (исп. Reforma) — муниципалитет в Мексике, штат Чьяпас, с административным центром в одноимённом городе. Численность населения, по данным переписи 2020 года, составила 44 829 человек.

## Общие сведения
В 1883 году город получил название Сантуарио-де-ла-Реформа (исп. Santuario de la Reforma) — в знак принятия реформ президента Хуареса. В 1933 году, при формировании муниципалитета, название города было изменено на Реформа, такое же получил и муниципалитет.
Площадь муниципалитета равна 434,9 км², что составляет 0,6 % от площади штата, а наиболее высоко расположенное поселение Эль-Росарио, находится на высоте 51 метр.
Он граничит только с одним муниципалитетом Чьяпаса — Хуаресом на юге, а на севере, востоке и западе с муниципалитетами штата Табаско.

## Учреждение и состав
Муниципалитет был образован 26 декабря 1933 года, по данным 2020 года в его состав входит 35 населённых пунктов, самые крупные из которых:
| Код INEGI                  | Населённый пункт                                                                      | Численность населения (2005 год) | Численность населения (2010 год) | Численность населения (2020 год) |
| -------------------------- | ------------------------------------------------------------------------------------- | -------------------------------- | -------------------------------- | -------------------------------- |
| 074                        | Всего                                                                                 | 34896                            | 40711                            | 44829                            |
| 0001                       | Реформа (исп. Reforma) 17°51′57″ с. ш. 93°08′50″ з. д. (административный центр)       | 23446                            | 26257                            | 29018                            |
| 0005                       | Эль-Кармен (Эль-Лимон) (исп. El Carmen (El Limón)) 17°53′30″ с. ш. 93°09′56″ з. д.    | 1704                             | 2182                             | 2290                             |
| 0026                       | Рафаэль-Паскасио-Гамбоа (исп. Rafael Pascacio Gamboa) 17°55′08″ с. ш. 93°16′06″ з. д. | 971                              | 1133                             | 1334                             |
| 0016                       | Мигель-Идальго (исп. Miguel Hidalgo) 17°54′27″ с. ш. 93°06′48″ з. д.                  | 440                              | 1056                             | 1124                             |
| 0019                       | Сан-Мигель-1 (исп. San Miguel 1ra. Sección) 17°56′10″ с. ш. 93°10′11″ з. д.           | 690                              | 854                              | 953                              |
| 0049                       | Ла-Унион (исп. La Unión) 17°51′21″ с. ш. 93°10′12″ з. д.                              | —                                | 49                               | 933                              |
| 0013                       | Макайо-2 (исп. Macayo 2da. Sección) 17°58′39″ с. ш. 93°16′36″ з. д.                   | 769                              | 976                              | 851                              |
| —                          | Прочие                                                                                | 6876                             | 8204                             | 8326                             |
| Названия на карте Генштаба |                                                                                       |                                  |                                  |                                  |

## Экономическая деятельность
По статистическим данным 2000 года, работоспособное население занято по секторам экономики в следующих пропорциях:
- сельское хозяйство, скотоводство и рыбная ловля — 19,7 %;
- промышленность и строительство — 31,6 %;
- торговля, сферы услуг и туризма — 44,6 %;
- безработные — 4,1 %.

## Инфраструктура
По статистическим данным 2020 года, инфраструктура развита следующим образом:
- электрификация: 99,3 %;
- водоснабжение: 72 %;
- водоотведение: 98,4 %.

## Туризм
В муниципалитете для нужд туристов работает 3 отеля с 54 номерами. Основными достопримечательностями являются река Мескалапа, несколько озёр и вечнозелёный ландшафт.